# Calycanthus
Calycanthus is een geslacht uit de familie Calycanthaceae. Het geslacht telt vier soorten, waarvan een voorkomt in China en de andere drie in Noord-Amerika.

## Soorten
- Calycanthus brockianus Ferry & Ferry f.
- Calycanthus chinensis (W.C.Cheng & S.Y.Chang) P.T.Li
- Calycanthus floridus L.
- Calycanthus occidentalis Hook. & Arn.

Calycanthus · 
Chimonanthus · 
Idiospermum